# Песочная (Львовская область)
Песочная (укр. Пісочна) — село в Розвадовской сельской общине Стрыйского района Львовской области Украины.
Население - 2589 человек. Население по переписи 2001 года составляло 2554 человека. Занимает площадь 1,664 км². Почтовый индекс — 81640. Телефонный код — 3241.